# ГЕС Pare
ГЕС Pare – гідроелектростанція на сході Індії у штаті Аруначал-Прадеш. Використовує ресурс із річки Дікронг, яка дренує південний схил Гімалаїв та є правою притокою Субансірі, котра в свою чергу впадає праворуч в Брахмапутру. Можливо відзначити, що вище по течії Дікронг через ГЕС Ранганаді відбувається деривація ресурсу з іншої правої притоки Субансірі річки Ранганаді. 
В межах проекту Дікронг перекрили бетонною гравітаційною греблею висотою 63 метри та довжиною 134 метри, яка потребувала 189 тис м3 матеріалу та спрямовує ресурс до дериваційного тунелю довжиною 2,8 км з діаметром 7,5 метра. На завершальному етапі він переходить у напірний водовід до машинного залу довжиною 225 метрів та діаметром 6,4 метри, який розгалужується на два діаметром по 4,5 метра. 
Основне обладнання станції становлять дві турбіни типу Френсіс потужністю по 55 МВт. При напорі у 67 метрів вони забезпечують виробництво 0,5 млрд кВт-год електроенергії на рік.
Відпрацьована вода відводиться у Дікронг по короткому каналу довжиною 60 метрів та шириною 49 метрів.
Видача продукції відбувається по ЛЕП, розрахованій на роботу під напругою 132 кВ.